# 西科佩克 (紐約州)
西科佩克（英語：West Copake）是位於美國紐約州哥倫比亞縣的非建制地區。

## 歷史
西科佩克的郵局於1870年設立，其後於1997年停運。

## 地理
西科佩克所處的海拔為高於海平面169米（即554英呎），而該地所採用的時區為UTC-5，即北美东部时区（EST）。同時該地設有夏令時間，為UTC-5調快一小時，即UTC-4（EDT）。